# Dispersionsfärbung
Bei der Dispersionsfärbung werden in Wasser schwer lösliche oder praktisch unlösliche synthetische Farbstoffe eingesetzt. Da die Färbung auch aus einer wässrigen Lösung erfolgt, werden die Farbmittel feinst zermahlen und zusammen mit Dispergiermitteln in ein auf circa 100 °C erwärmtes Färbebad gegeben. Die darin molekular verteilten Farbstoffpartikel ziehen aus der Flotte auf und diffundieren dann in die Faser hinein, wo sie sich lösen und eine feste Verbindung eingehen. Dieses Verfahren wird nur bei synthetischen Fasern wie Polyester, häufig bei sehr feinfasriger Sportbekleidung, angewandt. Damit erzielt man die geforderten, besonders lichtechten und waschfesten Farben. Als Chromophore dienen vor allem Azo-, Anthrachinon- und Naphtholfarbstoffe.
Außerdem werden die Dispersionsfarbstoffe im Transferdruckverfahren zur Bedruckung von Polyestergeweben genutzt.